# Гиви Нодија
Гиви Георгијевич Нодија (груз. გივი ნოდია; 2. јануар 1948 — 7. април 2005) био је совјетски фудбалер и тренер. 

## Биографија
Наступао је за три клуба у каријери: Торпедо Кутаиси, Динамо Тбилиси и Локомотиву из Москве. Био је најбољи стрелац првенства Совјетског Савеза 1970. године.
За репрезентацију СССР-а је наступио на 21 утакмици и постигао 5 голова. Одиграо је 2 утакмице за олимпијски тим СССР-а. Учесник Светског првенства 1970. године, освајач сребрне медаље на Европском првенству 1972. године, био је члан репрезентације СССР-а на Европском првенству 1968. године.
По завршетку играчке каријере, посветио се тренерском раду. Почетком 2000-их радио је као спортски директор у Динаму (Тбилиси). Млађи брат Леван је такође фудбалер. Играо је, као и Гиви, за Торпедо и Динамо.
Преминуо је од последица срчаног удара у 57. години. Сахрањен је на Сабурталинском гробљу. 

## Успеси

### Репрезентација
СССР
- Европско првенство друго место: Белгија 1972.

### Индивидуална признања
- Најбољи стрелац првенства СССР: 1970 (17 голова)

### Тренер
- Шампион Грузије: 1993/94. (Динамо Тбилиси)[4]